# バッド・バイオロジー 狂った性器ども
『バッド・バイオロジー 狂った性器ども』（ - くるったせいきども、原題：Bad Biology）は、2008年のアメリカ映画。カルト映画の巨匠、フランク・ヘネンロッターが16年ぶりにメガホンを撮ったエロティック・ホラー映画である。

## あらすじ
7つのクリトリスと激しい性欲を持つ女・ジェニファーと薬物投与によりペニスが巨大化して自我を持ってしまった男・バッツ。ついにこの二人が出会い、性の最終決戦が始まる。

## スタッフ
- 監督：フランク・ヘネンロッター
- 製作：R・A・ソーバーン
- 製作総指揮：シェーン・ケスラー
- 脚本：フランク・ヘネンロッター、R・A・ソーバーン
- 音楽：ジョシュ・グレイザー、プリンス・ポール
- 撮影：ニック・ディーグ
- 編集：アルバート・カダブラ、スクーター・マックレー
- 視覚効果：アル・マグリオシェッティ
- 特殊メイク：ゲイブ・バルタロス

## 受賞
- 2008年ニューヨークシティ・ホラー映画祭
  - 作品賞
  - 最優秀特殊効果賞
  - 特別功労賞

- 2008年フィラデルフィア映画祭
  - ファンタスマゴリア賞